# Tzermiádo
Tzermiádo (grec moderne : Τζερμιάδο) est un village de Crète, en Grèce. Il se situe dans le district régional de Lassithi, sur le plateau du même nom. Il est le siège du dème du Plateau de Lassithi, à environ 20 kilomètres à l'est d'Agios Nikolaos. La population de Tzermiádo est de 747 habitants.

## Référence
1. ↑  Recensement 2001